# Point Thomas
Point Thomas – przylądek na Wyspie Króla Jerzego na południowym brzegu fiordu Ezcurra, uchodzącego w tym miejscu do Zatoki Admiralicji. Ponad przylądkiem wznosi się klif Krzesanica, będący północno–wschodnim krańcem Grani Panorama. Kilkaset metrów na południowy wschód od Point Thomas leży Polska Stacja Antarktyczna im. Henryka Arctowskiego. Przylądek został skartografowany przez francuską ekspedycję naukową 1908–1910 i nazwany na cześć jednego z jej uczestników.